# Medicación tópica

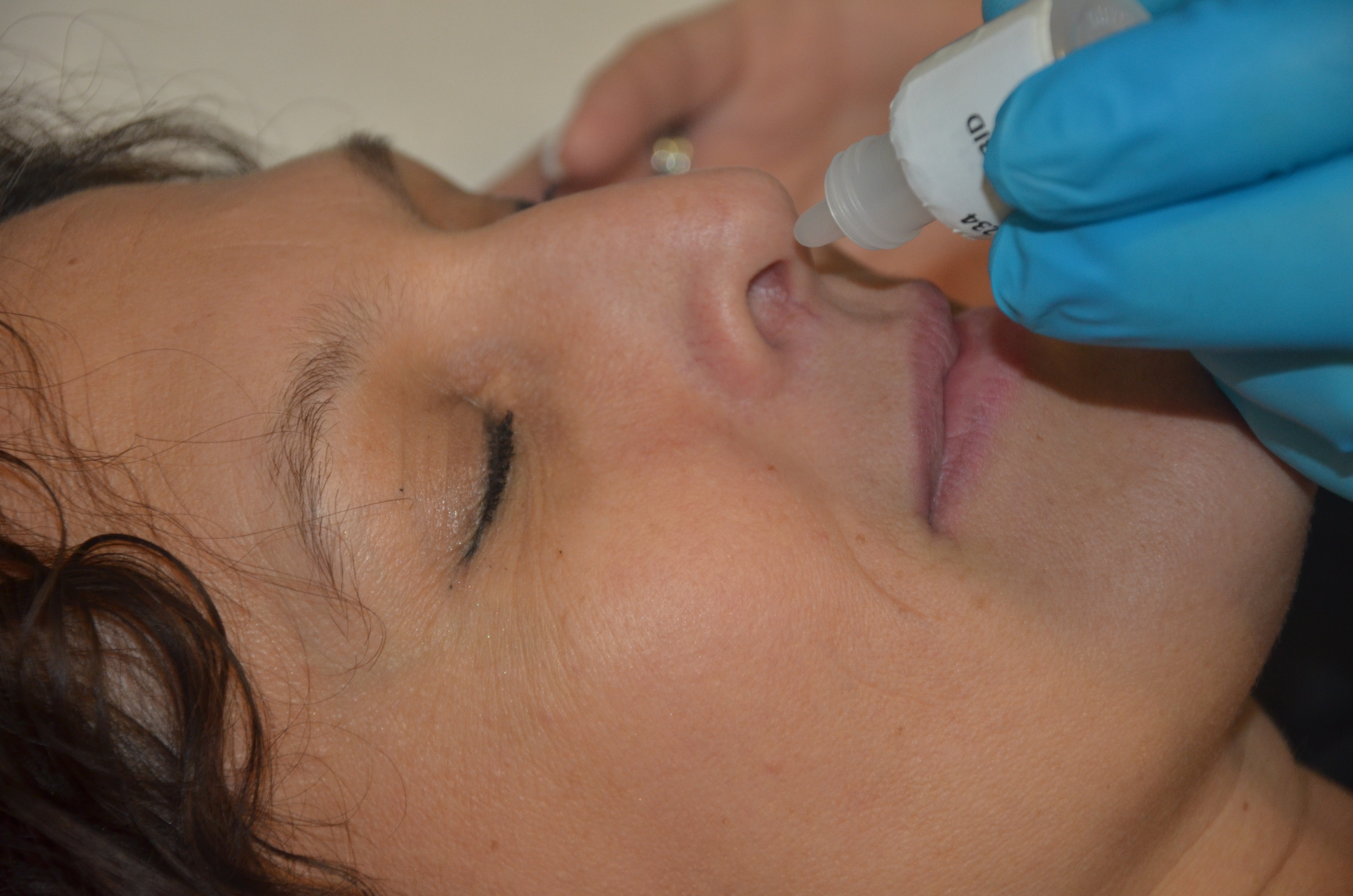
Un profesional médico aplica gotas nasales.

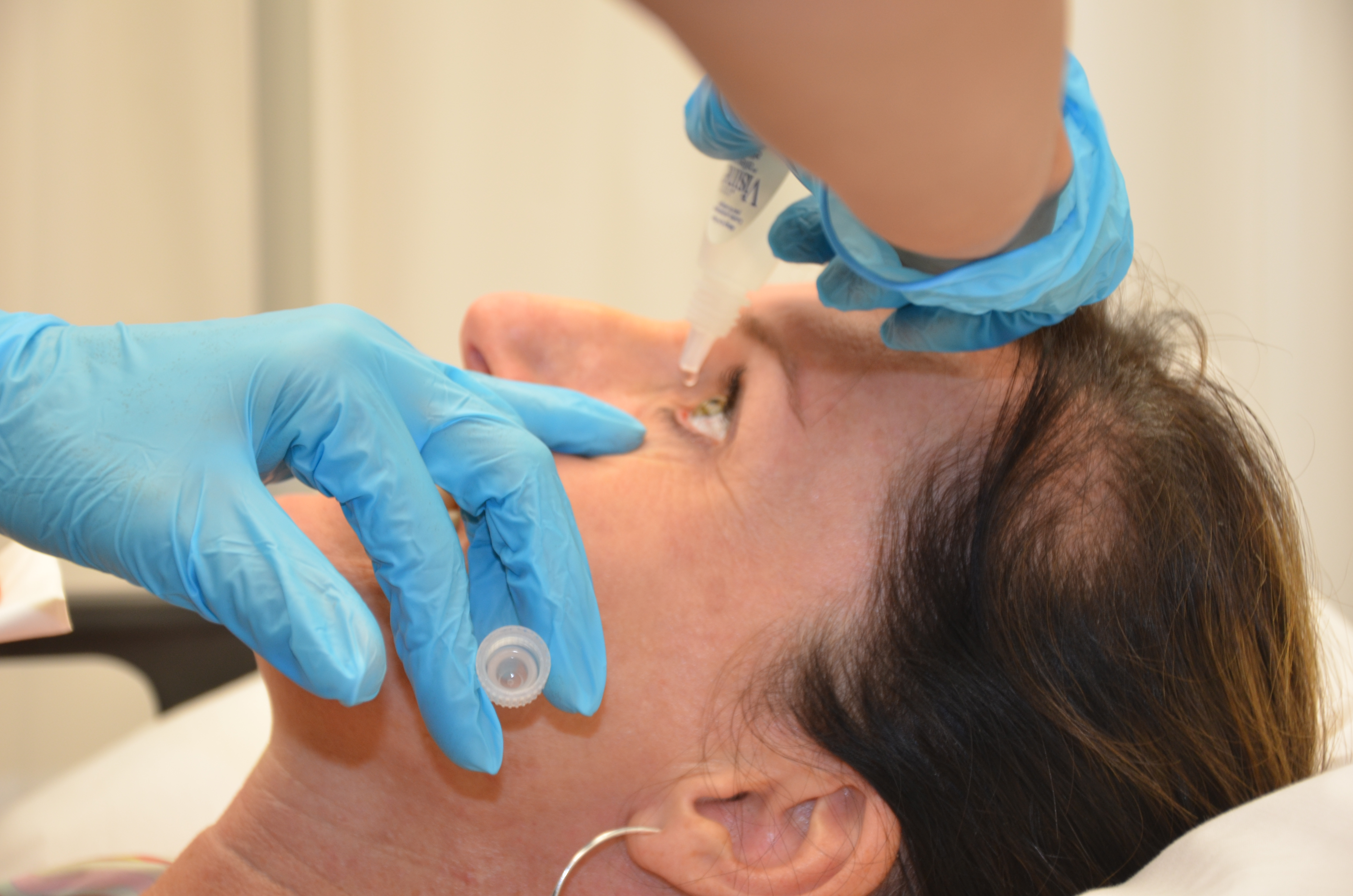
Instilación de medicación de ojo.

Los medicamentos tópicos son aquellos medicamentos que se aplican en un sitio particular del cuerpo. En general, la administración tópica significa la aplicación en la superficie del cuerpo como la piel y las membranas mucosas para tratar dolencias mediante una amplia gama de productos como cremas, espumas, geles, lociones, y ungüentos. Muchos de los medicamentos tópicos son epicutáneos, es decir, que se aplican directamente en la piel. Los medicamentos tópicos también pueden ser inhalables, como los medicamentos para el asma, o bien, se aplican en tejidos además de la piel, como las gotas para los ojos aplicadas en la conjuntiva, las gotas para el oído aplicadas en la oreja, y los medicamentos aplicados en la superficie de los dientes. La palabra tópico deriva de griego τοπικός topikos, "de un sitio".

## Efecto local o sistémico
La definición de la vía de administración tópica a veces indica que tanto la ubicación de aplicación como el efecto farmacodinámico son locales.

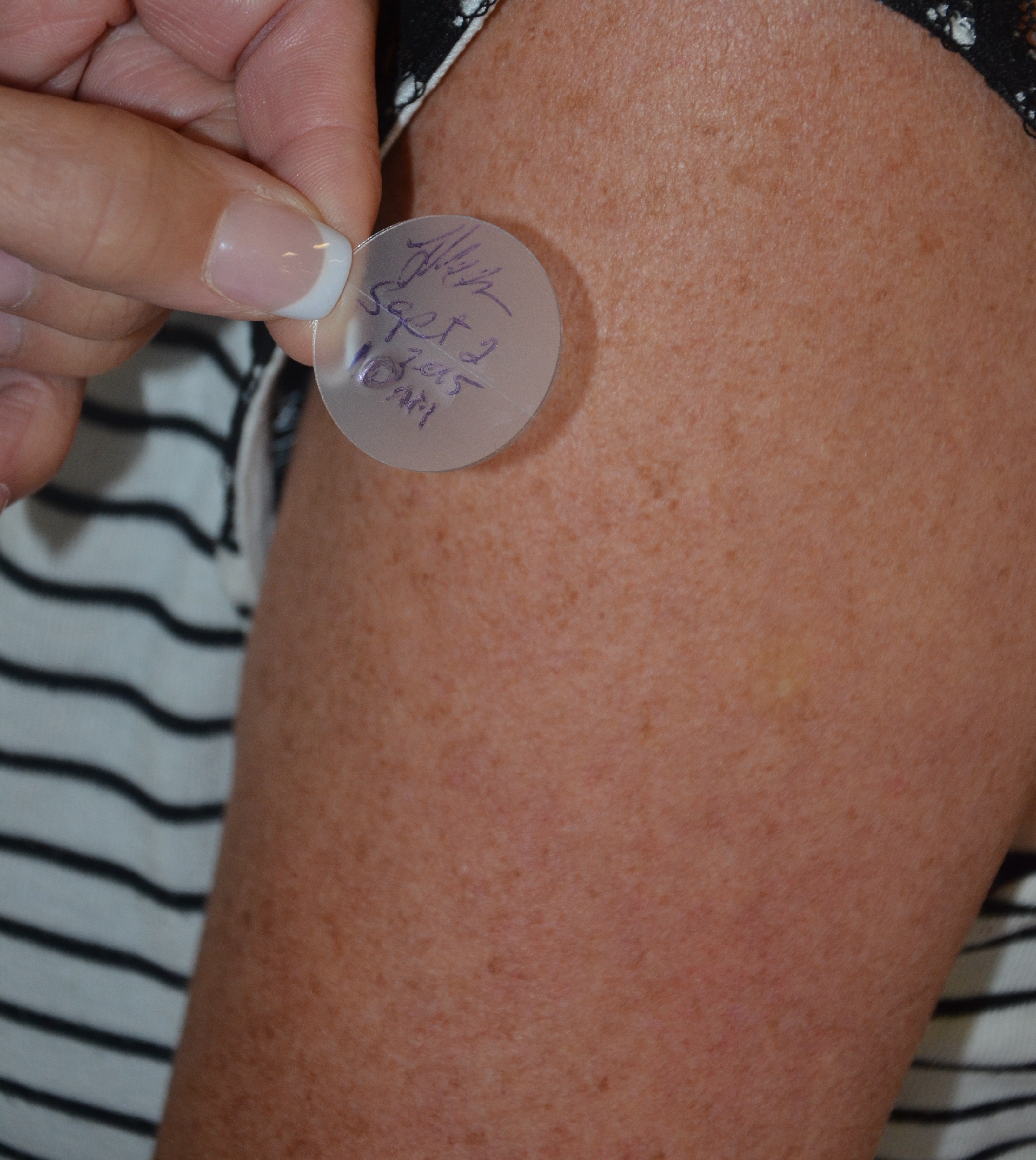
Un parche transdérmico el cual aporta la medicación se aplica a la piel. El parche se etiqueta con fecha y hora de administración así como también las iniciales del administrador.

En otros casos, tópico significa que se aplica en un área localizada del cuerpo o en la superficie de una parte del cuerpo independientemente de la ubicación del efecto. Teniendo en cuenta esta definición, la administración tópica también puede ser transdérmica, en la que la sustancia se administra en la piel pero se absorbe en el cuerpo para lograr una distribución sistémica. Dichos medicamentos generalmente son sustancias químicas hidrofóbicas, como las hormonas esteroides. Los tipos específicos incluyen los parches transdérmicos que se han convertido en un medio popular de administración de algunos fármacos para el control de la natalidad, la terapia de reemplazo hormonal, y la prevención del mareo por movimiento. Un ejemplo de un antibiótico que puede ser aplicado de manera tópica es cloranfenicol.[cita requerida]
Si se define estrictamente como de efecto local, la vía de administración tópica también puede incluir la administración entérica de medicaciones que absorben de manera deficiente en el aparato digestivo. Un antibiótico que se absorbe de manera deficiente es la vancomicina, la cual se recomienda por vía oral como tratamiento para la colitis grave por Clostridium difficile.

## Elección de formulación de base
La eficacia de una medicación a menudo cambia con su base. Por ejemplo, algunos de los esteroides tópicos serán clasificados uno o dos fuerzas más altas cuando se cambia de crema a ungüento. Como regla general, una base de ungüento es más oclusivo y conducirá la medicación a la piel más rápido que una solución o base de crema.
El fabricante de cada producto tópico tiene control total sobre el contenido de la base de una medicación. A pesar de que contenga los mismos ingredientes activos, la crema de un fabricante podría ser más ácida que la siguiente, lo cual podría causar irritación de piel o cambiar su índice de absorción. Por ejemplo, una formulación vaginal de la crema antimicótica de miconazol  podría irritar menos la piel que una formulación para pie de atetla de la crema de miconazol. Estas variaciones pueden, de vez en cuando, surgir en resultados clínicos diferentes, incluso aunque el ingrediente activo sea igual. Ninguna eficacia comparativa etiquetada existe para asegurar eficacia igual entre marcas de esteroides tópicos (porcentaje de aceite vs el agua que afecta dramáticamente la eficacia del esteroide tópico). Estudios han confirmado que la eficacia de algunos productos de esteroides tópicos pueden diferir según el fabricante o la marca. Un ejemplo es el caso de la marca comercial Valisone crema y Kenalog crema en estudios clínicos han demostrado significativamente mejor vasoconstricciones que algunos tipos de este fármaco producido por fabricantes de fármacos genéricos. No obstante, en una base sencilla como un ungüento, la variación entre fabricantes es mucho menos común.[cita requerida]
En dermatología, la base de una medicación tópica es a menudo tan importante como la medicación en sí. Es extremadamente importante recibir una medicación en la base correcta, antes de aplicar a la piel. Un farmacéutico no tendría que sustituir un ungüento por una crema, o viceversa, cuando la eficacia de la medicación puede cambiar. Algunos médicos usan un ungüento espeso para reemplazar la barrera impermeable de la piel inflamada en el tratamiento de eczema, y una crema no podría cumplir el mismo propósito clínico.[cita requerida]

## Tipos
Hay muchos tipos generales, sin una línea clara divisoria entre formulaciones similares. Como resultado, lo que el departamento de marketing del fabricante escoge listar en la etiqueta de una medicación tópica podría ser completamente diferente de lo que la forma normalmente se denominaría. Por ejemplo, "la crema" Eucerin es descrita más adecuadamente como un ungüento que como crema.[cita requerida]

### Solución tópica
Las soluciones tópicas pueden ser comercializadas como enjuagues, aerosoles, o gotas, y es generalmente de baja  viscosidad y a menudo contienen agua o alcohol en la base. La solución puede causar resequedad de la piel si el alcohol está utilizado en la base. Son normalmente un polvo disuelto en agua, alcohol, y a veces aceite. El alcohol en los esteroides tópicos a menudo puede causar sequedad si está utilizado como ingrediente de base. Hay una variación significativa entre marcas. Hay un riesgo de irritación, según el(los) conservante(s) y fragancias utilizadas en la base. Algunos ejemplos de soluciones tópicas están descritos abajo:
1. Solución tópica de acetato de aluminio: Esto es incoloro, con un ligero olor acetoso y un gusto algo dulce. Se aplica de manera tópica como un astringente después de que ser diluída con 10-40 partes de agua. Se utiliza en muchos tipos de  lociones dermatológicas, cremas, y pastas. Comprimidos y polvos comerciales pre-medidos y embalados están disponibles para esta preparación.
2. Solución tópica de povidona yodada: Es un complejo químico de yodo con polivinilpirrolidona, el agente que al ser polímero tiene un peso molecular mediano de 40,000. La povidona yoyada contiene 10% de yodo disponible, que se libera me forma lenta cuando se aplica en la piel. Esta preparación se emplea de manera tópica como exfoliante quirúrgico y solución antiséptica no irritante, con su efectividad que se atribuye directamente a la presencia y liberación de yodo del complejo. Producto comercial: Betadine solución.

### Loción
Las lociones son similares a soluciones pero son más gruesas y tienden a ser más emolliente por naturaleza que solución. Son normalmente un aceite mezclados con agua, y generalmente contiene menos alcohol que las  soluciones. Las lociones pueden resecar si contienen una cantidad alta de alcohol. Hay una variabilidad significativa en los ingredientes entre lociones diferentes.

### Loción para agitar
Es una mezcla que se separa en dos o tres partes con tiempo. A menudo, un aceite mezclado con una solución a base de agua necesita ser sacudido en suspensión antes de su uso.
"Sacudir bien antes de su uso".

### Crema
Una crema es una emulsión de aceite y agua en aproximadamente proporciones iguales. Penetra el capa córnea, la capa exterior de la piel. La crema es más gruesa que la loción, y mantiene su forma cuando se saca de su envase. Tiende a ser moderado en la hidratación. Para productos de esteroides tópicos, son comunes las emulsiones de agua en aceite. Las cremas tienen un riesgo significativo de causar sensibilización inmunológica debido a conservantes. Tiene un alto índice de aprobación por pacientes. Hay una gran variación en ingredientes, composición, pH, y tolerancia entre marcas genéricas.

### Ungüento

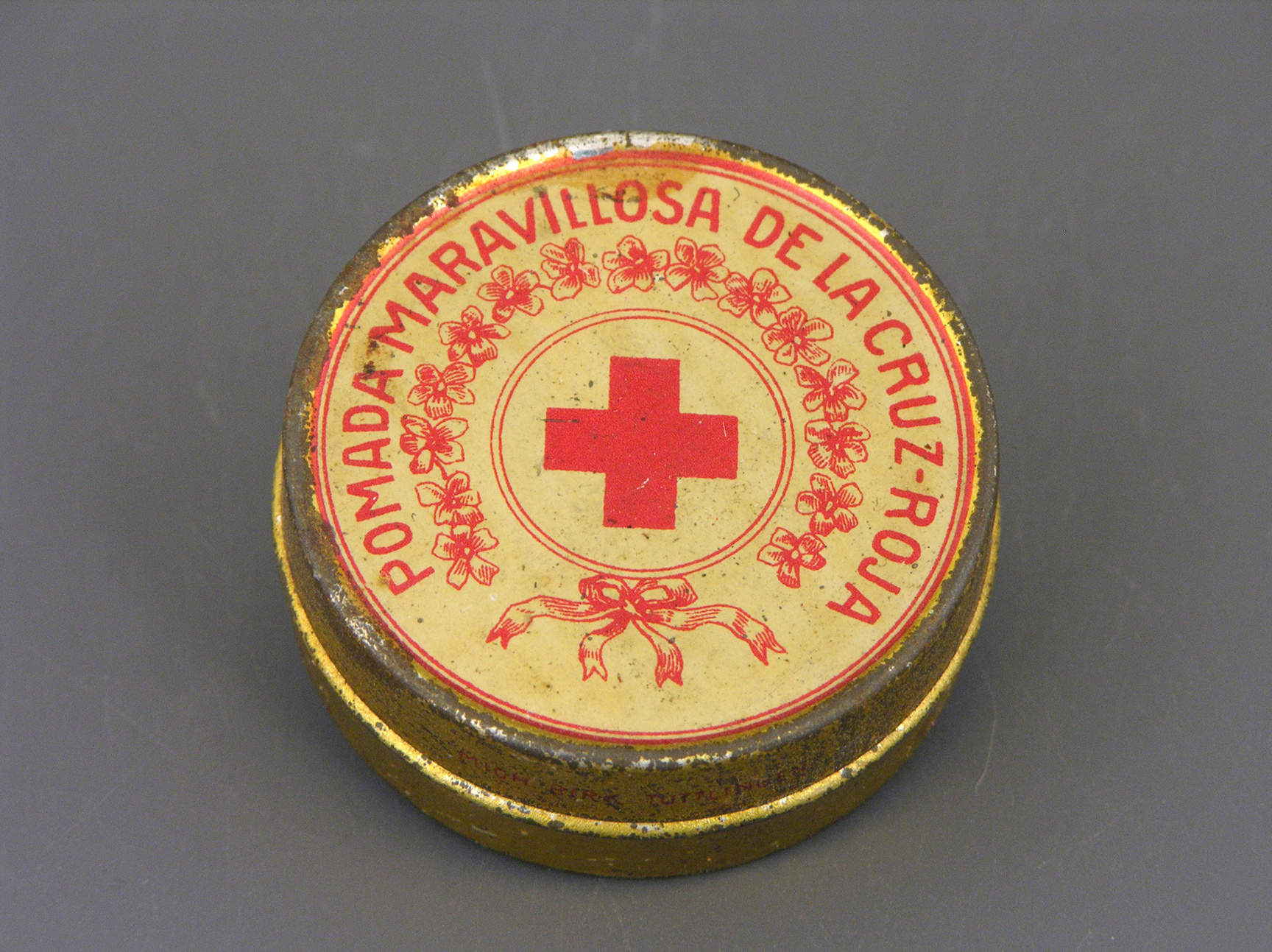
Caja de metal para el ungüento de la Cruz Roja de México (principios del siglo XX) de la colección permanente del Museo del Objeto del Objeto.

Un ungüento es una preparación homogénea, viscosa, semisólida, normalmente un aceite grasoso, espeso (aceite 80% - agua 20%) con una viscosidad alta, que está destinado a la aplicación externa de la piel o membranas mucosas. Los ungüentos tienen una proporción de agua que define la cantidad máxima de agua que pueden contener. Se utilizan como emolientes o para la aplicación de ingredientes activos para la piel para propósitos protectores, terapéuticos, o profilácticos y donde un grado de oclusión sea deseado.
Los ungüentos se utilizan de manera tópica en una variedad de superficies corporales. Incluyen la piel y las membranas mucosas del ojo (un ungüento para el ojo), pecho, vulva, ano, y nariz. Un ungüento puede o no ser medicado.
Los ungüentos normalmente son muy hidratantes, y buenos para piel seca. Tienen un bajo riesgo de sensibilización debido a que contienen pocos ingredientes además del aceite de base o grasa, y bajo riesgo de irritación. Normalmente hay poca variabilidad entre marcas de fármacos. A menudo les desagradan a los pacientes debido a su grasitud.
El medio de un ungüento se conoce como base de ungüento. La elección de una base depende de la indicación clínica para el ungüento. Los diferentes tipos  de bases de un ungüento son:
- Bases de hidrocarburo, p. ej. parafina dura, parafina blanda, cera microcristalina y ceresina
- Bases de absorción, p. ej. grasa de lana, cera de abeja
- Bases solubles de agua, p. ej. macrogols 200, 300, 400
- Bases emulsionantes , p. ej. cera emulcionante, cetrimida
- Aceites vegetales, p. ej. aceite de oliva, aceite de coco, aceite de sésamo, aceite de almendra y aceite de cacahuete.

Los medicamentos se dispersan en la base y se dividen después de penetrar las células vivas de la piel.[cita requerida]
El número de agua de un ungüento es la cantidad máxima de aguamque 100g de una base puede contener en 20 °C.[cita requerida]
Los ungüentos están formulados utilizando hidrofóbicos, hidrofílicos, o bases para proporcionar preparaciones que sean immiscible, mezclable, o emulsionantes con las secreciones de la piel. También pueden ser derivados de bases de hidrocarburo (grasoso), absorción, extraíbles por agua o solubles en agua.
Evaluación de ungüentos
1. Contenido del fármaco
2. Liberación del medicamento de la base
3. Penetración del medicamento
4. Consistencia de la preparación
5. Absorción del medicamento en  la corriente sanguínea
6. Efecto irritante

Propiedades que afectan la elección de una base de ungüento son:
1. Estabilidad
2. Penetrabilidad
3. Propiedad solvente
4. Efectos irritantes
5. Facilidad de aplicación y extracción

Métodos de preparación de ungüentos
Trituración: En estos medicamentos insolubles finamente subdivididos se distribuye de manera equitativa al moler una cantidad pequeña de la base seguida por dilución aumentando gradualmente cantidades de la base.
Fusión: En este método los ingredientes se funden juntos en orden descendiente de sus puntos de fundición y revueltos para asegurar la homogeneidad.

### Gel
Los Geles son más espesos que los líquidos. los geles a menudo son una emulsión semisólida que a veces utiliza alcohol como solvente para el ingrediente activo. Algunos geles se licúan a temperatura corporal. El gel tiende a ser cortado con celulosa con alcohol o acetona. El gel tiende a autosecarse. Los geles tienden a tener muchos ingredientes que varían entre marcas. Los geles tienen un riesgo significativo de inducir hipersensibilidad debido a fragancias y conservantes. Gel es útil para áreas velludas y en los pliegues de la piel. Al aplicar gel uno debe evitar fisuras en la piel, debido al efecto punzante  de la base de alcohol. El gel es altamente aprobado debido a su elegancia cosmética.

### Espuma
La espuma puede ser vista con esteroides tópicos comercializada para el cuero cabelludo.

### Parche transdérmico
Los parches transdérmicos pueden ser un método de liberación muy preciso de suministrar un fármaco. Cortar un parche por la mitad podría afectar la dosis suministrada. La liberación del componente activo de un sistema de entrega transdérmico (parche) puede ser controlada por difusión a través del adhesivo, el cual cubre el parche entero, por difusión a través de una membrana, la cual solo puede tener adhesivos en el borde del parche, o la liberación del fármaco puede ser controlada por liberación de una matriz polimérica. Cortar un parche podría causar rápida deshidratación de la base del medicamento y afectar el velocidad de difusión.

### Polvo
El polvo es o el fármaco puro en sí mismo (talco en polvo), o está hecho del fármaco mezclado en un recipiente como almidón de maíz o polvo de mazorca de maíz (Zeosorb AF - polvo miconazol). Puede ser utilizado como tópico de inhalación (polvo de cocaína utilizado en cirugía nasal).

### Sólido
La medicación puede ser colocada en una forma sólida. Los ejemplos son desodorante, antitranspirantes, astringentes, y agentes hemostáticos. Algunos sólidos se funden cuando alcanzan la temperatura corporal (p. ej. supositorios rectales).

### Esponja
Algunos métodos anticonceptivos se basan en esponjas como cargadoras de una medicina líquida. El zumo de limón incorporado en una esponja ha sido utilizado como anticonceptivo primitivo en algunas culturas.

### Cinta
La cinta Cordran es un ejemplo de un esteroide tópico aplicado por oclusión con cinta. Esto aumenta mucho el potencial y la absorción del esteroide tópico y se usa para tratar enfermedades inflamatorias de la piel.

### Vapor
Algunas medicaciones están aplicadas como un ungüento o gel, y alcanzan la membrana mucosa por vía de vaporización. Algunos de los ejemplos son tópicos nasales decongestionantes y con olor a sal.

### Pasta
La pasta combina tres agentes - aceite, agua, y polvo. Es un ungüento en el cual un polvo está suspendido.
Pasta

### Tintura
Una tintura es una preparación de la piel que tiene un alto porcentaje de alcohol. Normalmente se utiliza como contenedor del fármaco si se desea el secado del área.